# Русско-шведская война (1590—1595)
Русско-шведская война 1590—1595 годов — военный конфликт между Русским царством и Швецией за утерянные в годы Ливонской войны крепости Нарву, Ивангород, Ям (теперь Кингисепп), Копорье и Корелу с прилегающими территориями. В шведской и финской историографии — датой начала войны считается 1570 год и поэтому его называют как Двадцатипятилетняя война против России (швед. 25-årskriget mot Ryssland) и Долгая вражда (фин. Pitkä viha).

## Предпосылки
Русское правительство Бориса Годунова пыталось дипломатическими методами вернуть захваченные Швецией в ходе Ливонской войны земли в Прибалтике (Нарва, Ивангород, Ям, Копорье) и Карелии (Корела) (причём мирного договора с установлением границ между Швецией и Россией заключено не было). Однако шведский король Юхан III возвращать земли отказывался и более того — стремился закрепить отнятые у русских территории в составе Швеции новым договором. При этом он надеялся на помощь своего старшего сына Сигизмунда Вазы, который после смерти Стефана Батория занял польский престол и стал в Речи Посполитой королём Сигизмундом III. Война становилась неизбежной, и действовать русским надо было быстро — пока Сигизмунд III не укрепился на польском престоле.

## Боевые действия
Война началась с серии шведских нападений на пограничные русские гарнизоны. В ответ русские начали собирать армию. Общий сбор войск и распределение воевод по полкам провели в Новгороде 4 января 1590 года. Всего армия насчитывала около 35 тысяч человек под общим командованием царя Фёдора Иоанновича. Из Новгорода полки двинулись к Яму, при этом один отряд под командованием А. Писемского и Л. Хрущова был отправлен осаждать Копорье. 27 января 1590 года Ям сдался подошедшим русским войскам, шведский гарнизон (всего 500 человек) сдал город без боя и по условиям капитуляции был отпущен к своим. После этого русские оставили в Яме свой гарнизон, а остальные силы армии двинулись на Ивангород и Нарву. Следом за армией из Пскова вышел обоз с осадной артиллерией.
Настоящие бои начались именно при Ивангороде. 30 января шведский отряд в 4 тысячи человек (по другим данным, 20 тысяч человек) атаковал вышедший к городу русский передовой полк во главе с Дмитрием Хворостининым. Однако русские отбили атаку и выиграли битву под Ивангородом — шведам пришлось отступить к городку Раквере. 2 февраля к Ивангороду и Нарве вышли главные силы русских, 5 февраля они установили осадную артиллерию и начали обстрел обеих крепостей (см. осада Нарвы). 19 февраля русские пошли на штурм, но шведы смогли отбить приступ, при этом русские понесли большие потери. Сразу после неудачного штурма была возобновлена массированная бомбардировка крепостей, и уже на следующий день, 20 февраля, шведы запросили перемирия. Условия перемирия обсуждались несколько раз, и каждый раз, когда шведы начинали упорствовать, русские снова принимались за обстрел крепостей. Наконец, перемирие было подписано 25 февраля сроком на один год. Все время осады и обстрелов шведский командующий генерал Г. Байер собирал свои войска в районе Раквере. Русская конница своими набегами держала шведов на месте и в постоянном напряжении.
По условиям перемирия, в течение года стороны должны были обсудить и согласовать мирный договор. Однако Юхан III отказался заключать мир на русских условиях. Время переговоров шведы использовали для усиления своей армии. Численность корпуса в Прибалтике они довели до 18 тысяч человек, нерешительного Байера отправили в отставку, а вместо него командовать назначили маршала К. Флеминга. Шведы нарушили перемирие в ноябре 1590 года. Они попытались захватить Ивангород, но их нападение было отбито. Преследуя бегущих шведов, русские осадили Нарву, однако осада была снята по приказу из Москвы — русские вернулись на исходные позиции.
В декабре 1590 шведы пытались небольшими отрядами разорять пограничные русские земли. В январе 1591 на перехват идущего к Копорью 14-тысячного шведского войска вышли русские отряды из Тесово и Орешка. Бои вокруг Копорья шли три недели, в результате шведов прогнали. Летом 1591 шведам в бою под Гдовом удалось разбить один из русских отрядов и взять в плен воеводу Долгорукова.
Основные силы Русского государства в это время были заняты отражением набега крымского хана Газы II Гирея на Москву. Воспользовавшись этим, шведы начали войну на территории северных волостей России. Их войска дошли до Белого моря, захватили Печенгский монастырь, разорили окрестности Кольского острога и земли Соловецкого монастыря (хотя ни сам острог, ни Соловки им взять так и не удалось). В ответ на это русские послали к Соловецкому монастырю большой отряд под командованием братьев Волконских, который вместе с местным ополчением прогнал шведов. В качестве возмездия русские войска перешли границу и разорили шведские волости Олой, Лиинелу, Сиг.
Масштабные боевые действия русских в Эстляндии и Карелии возобновились после разгрома татарского набега. В декабре 1591 из Москвы вышло войско из шести полков. По дороге его усилили казаками и конными стрелецкими сотнями. 30 января 1592 русские подошли к Выборгу и были атакованы шведским гарнизоном. Однако шведы не выдержали контратаки одного из русских полков, и бежали обратно в крепость. За неделю русские разорили округу Выборга и выступили к Кореле (ныне Приозерск). Разорив округу Корелы, русские в феврале вышли к Орешку. На северном театре военных действий в январе 1592 из Сумского острога (принадлежал Соловецкому монастырю) вышел отряд воеводы Волконского с полевой артиллерией, — разорив пограничные шведские районы, он вернулся. В ответ шведы напали на Сумский острог летом, но Волконский ждал их, был готов и разгромил.
20 января 1593 года в Ивангороде русскими и шведами было заключено перемирие на два года. Однако в марте 1594 шведы нарушили его и несколько раз нападали на русские пограничные районы. Правительство Годунова к тому времени уже стремилось заключить мир и поэтому не стало устраивать ответных действий. 9 ноября 1594 года в деревне Тявзино рядом с Ивангородом начались мирные переговоры. Они шли довольно долго — мир был подписан только 18 мая 1595 года.

## Окончание войны
Война закончилась подписанием Тявзинского мира (встречается также написание «Тейсинский мир»), подписанным в селении Тявзино (Тейсино, шведское наименование селения — Teusina) в 1595 году. Русские признали права Шведского королевства на княжество Эстляндское и отказывались от использования лесов во внутренней Финляндии. Шведы согласились вернуть России крепость Корелу с уездом и признали отошедшими к Русскому царству города, взятые (освобожденные) русскими войсками в начале войны — Ям, Ивангород, Копорье (захваченные Швецией у России в ходе Ливонской войны), кроме того, Орешек (Нотебург) и Ладога были также признаны русскими и также возвращены России. Граница между Россией и Швецией, установленная согласно Тявзинскому миру, впервые была определена до самого Баренцева моря и установила границы государств после Ливонской войны 1558—1583 годов. Таким образом, цели русских в ходе войны были достигнуты.

## Дубинная война
Одним из последствий войны стала так называемая Дубинная война — крестьянское восстание в Финляндии, начавшееся в 1596 году. Тяжёлое положение крестьян в значительной степени было обусловлено действовавшей при Флеминге постойной повинностью (воинским постоем), которая продолжилась даже после того, как был подписан мирный договор с Россией: Флеминг ссылался на то, что вопрос с границами ещё до конца не решён, но было очевидно, что истинная цель поддержания войск в боевой готовности состоит в подготовке к отражению возможного вторжения в Финляндию войск герцога Карла Сёдерманландского (будущего короля Швеции Карла IX). В 1597 году восстание было подавлено, его руководители во главе с Яакко Илккой были схвачены и казнены.